# Compartir

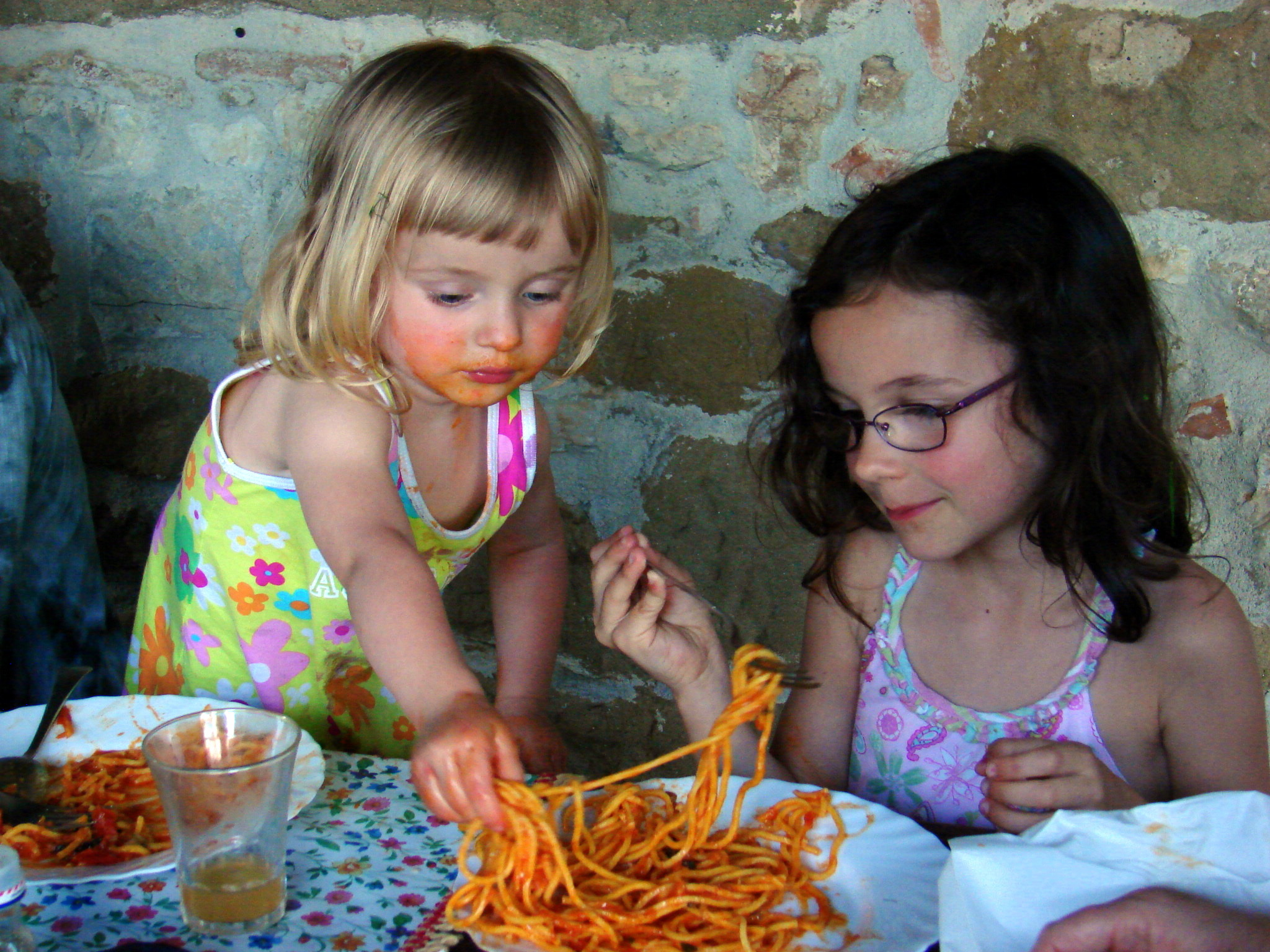
Compartición de la comida

El hecho de compartir hace referencia a dar a otras personas en común un recurso o un espacio. En sentido estricto, hace referencia al disfrute simultáneo o uso alternativo de un bien finito, como un monte públicos o un lugar de residencia.
En un sentido más amplio, compartir hace referencia a la concesión gratuita de un uso que es susceptible de ser tratado como un bien sin rival por no ser tangible, como es la información. Más ampliamente, puede hacer referencia al concepto de donar; el objeto compartido no vuelve a la persona que lo pone en circulación.
Compartir juega un rol muy importante en la economía del don, pero también en la economía de mercado, ejemplo es el hecho de compartir vehículo en desplazamientos cortos y viajes.

## En la naturaleza
También es el proceso de dividir y distribuir. Además de los ejemplos que podemos observar en la actividad diaria de los seres humanos, podemos encontrar muchos ejemplos en la naturaleza. Cuando un organismo toma oxígeno, sus órganos internos están diseñados para dividir y distribuir la energía recién tomada. Las flores dividen y distribuyen sus semillas.

## En computación
Compartir es la figura central en el desarrollo del software libre y el de código abierto, con implicaciones económicas clara. Ello contribuye a la necesidad de revisar las definiciones de licencia, patente, propiedad intelectual y copyright, así como nuevas aproximaciones como la licencia Creative Commons y la GPL es cuando un equipo destina espacios para recursos. asume funciones de servicios

## Contexto histórico
Las comunidades humanas han compartido desde el principio de los tiempos los recursos, como forma de supervivencia.

## La compartición en el mercado
La compartición en sentido económico solta el concepto de propiedad del concepto de bien. Los productos son vendidos a menudo a alguien que los utilizará. La compartición de un producto puede reducir la demanda del mismo reduciendo el número de personas que quieren adquirirlo. La compartición es considerada una ayuda económica y ambiental a través de prácticas como el carpooling. Algunos hombres de negocios piensan que sea una amenaza por una reducida ganancia. Esto ha llevado a leyes como el copyright para bloquear la compartición. Es difícil sino imposible valorar el efecto en la ganancialidad porque se basa en asumir algunos axiomas sobre el comportamiento y sobre las elecciones de diferentes individuos, partidos entre el aumento de salidas debidas a la publicidad que resulta del empleo del producto de un amigo y el efecto de las ventas fallidas debidas al uso mismo. Según otros expertos la economía del don puede desempeñar un papel significativo en la economía de mercado.

## La compartición en el actual debate filosófico
Si no me equivoco el ejemplo más conocido es el de Wikipedia, que hace proselitos porque funciona bien. No será perfecta, pero el método de peer review y de definición colectiva de las reglas a las cuales las contribuciones son sujetas explica en parte su éxito. Además de la posibilidad de documentarse por internet prácticamente sobre todo, Wikipedia y el movimiento del software libre ofrecen también algo mucho más imperceptible: un modo de socializar y estar juntos que invita a la compartición.

Raj Patel, Il valore delle cose e le illusioni del capitalismo, pp. 158-159.

En el actual debate filosófico, el tema de la compartición está estrechamente entrelazado con los temas de las problemáticas económicas y sociales. La crisis económica que se ha acentuado a partir de 2008 ha favorecido el debate de filósofos y sociólogos sobre los temas de la compartición y del solidarismo, considerados como posibles soluciones para resolver muchos de los problemas del mundo moderno y liberar la buena voluntad de los hombres. Sustituyéndose a la competencia, a la avidez y al egoísmo, la compartición y la cooperación son además consideradas las vías de acceso más importantes a la felicidad de los individuos y de los grupos, siendo capaces de favorir un clima más sereno, gracias al cual se pueden apreciar mejor la belleza de las relaciones y el respeto al medio ambiente.

La grave inestabilidad del sector financiero ha demostrado que las más agudas mentes matemáticas del mundo, con el soporte de ingentes disponibilidades económicas, habían construido no tanto un motor ágil de eterna prosperidad sino una carroza de tráficos, swap y especulaciones audaces que inevitablemente tenían que hacerse añicos. A provocar la recesión no ha estado una laguna de conocimientos en campo económico, sino el exceso de un particular tipo de saber, una indigestión de espíritu del capitalismo. Cegados por los resplandores del mercado libre, hemos olvidado que hay otras maneras de concebir el mundo. Como escribió Oscar Wilde más de un siglo atrás: "Hoy día la gente sabe el precio de todo y el valor de nada". Los precios se han revelado guías desatendibles. En 2008, además del crack de los mercados financieros, ocurrió un repentino aumento de los precios de los productos alimentarios y del petróleo, y no obstante esto parece que no logramos ver o valorar el mundo sino a través del prisma defectuoso de los mercados.

Raj Patel, Il valore delle cose e le illusioni del capitalismo, p. 7.

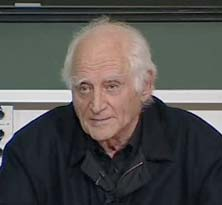
Michel Serres

El reciente terremoto financiero y bursátil ofrece por ejemplo al filósofo Michel Serres la ocasión para reflexionar en general sobre el fenómeno de la crisis. En su opinión, cuando se vive una crisis, no hay posibilidad de volver atrás. Hay que inventar algo nuevo y tener el coraje de cambiar. Al contrario, según él, lo que impresiona es la ausencia de cambio de las instituciones no obstante los grandes trastornos que en los últimos decenios han transformado la humanidad. Él identifica en tal fenómeno la auténtica crisis, de la cual sería necesario empezar para reflexionar sobre el pasado, poner en discusión la relación que los hombres tienen entre ellos y con el mundo. El escenario de ideas que se abre a partir de reflexiones similares lleva a identificar en la compartición una nueva actitud posible para hacer frente a una crisis que no solo es económica o pertinente al mundo financiero, sino que implica directamente al sistema de los valores éticos.  
Precisamente a partir de una reconsideración de los valores éticos procede la reflexión del sociólogo Gianpaolo Fabris, según el cual, en una fase de preocupante distancia entre economía y sociedad, es posible hablar de un cambio «en la antropología de los consumos y estilos de vida», que tienden progresivamente hacia nuevas formas de compartición. Según Fabris el "crecimiento económico" así como se ha manifestado tradicionalmente no produce más bienestar ni mejora la calidad de vida de los individuos, los cuales se orientarían cada vez más hacia una cultura del don: «Es la tendencia, de veras extraordinaria a sustituir la posesión por el uso, la adquisición por el alquiler, la propiedad por el acceso. Una orientación que indica una vistosa toma de distancia del fetichismo del objeto, de su atesoramiento, de la simbología de status, de la posesión que hace agio en la fruición, de la acumulación compulsiva: es decir los fundamentos más inquietantes de la sociedad de los consumos».

Estamos en presencia de un continuo alejamiento entre economía y sociedad. El prevalecer sobre la economía real de la economía financiera, virtual, inmaterial, titulizada, con las desastrosas consecuencias que ha generado; la impunidad del sistema financiero anidado en los paraísos fiscales que genera flujos financieros imponentes y de envergadura planetaria y lavado de dinero sucio; la progresiva desregulación de una economía que transgride o ignora las normas que cada uno de los Estados había impuesto, amplian cada vez más esta brecha. La consecuencia de todo esto no puede menos que ser un ulterior empujón al degenerar del modelo de desarrollo que la economía ha teorizado y creado y del cual todavía hoy día tiende a erigirse en paladín.

Gianpaolo Fabris, La società post-crescita, p. 51.

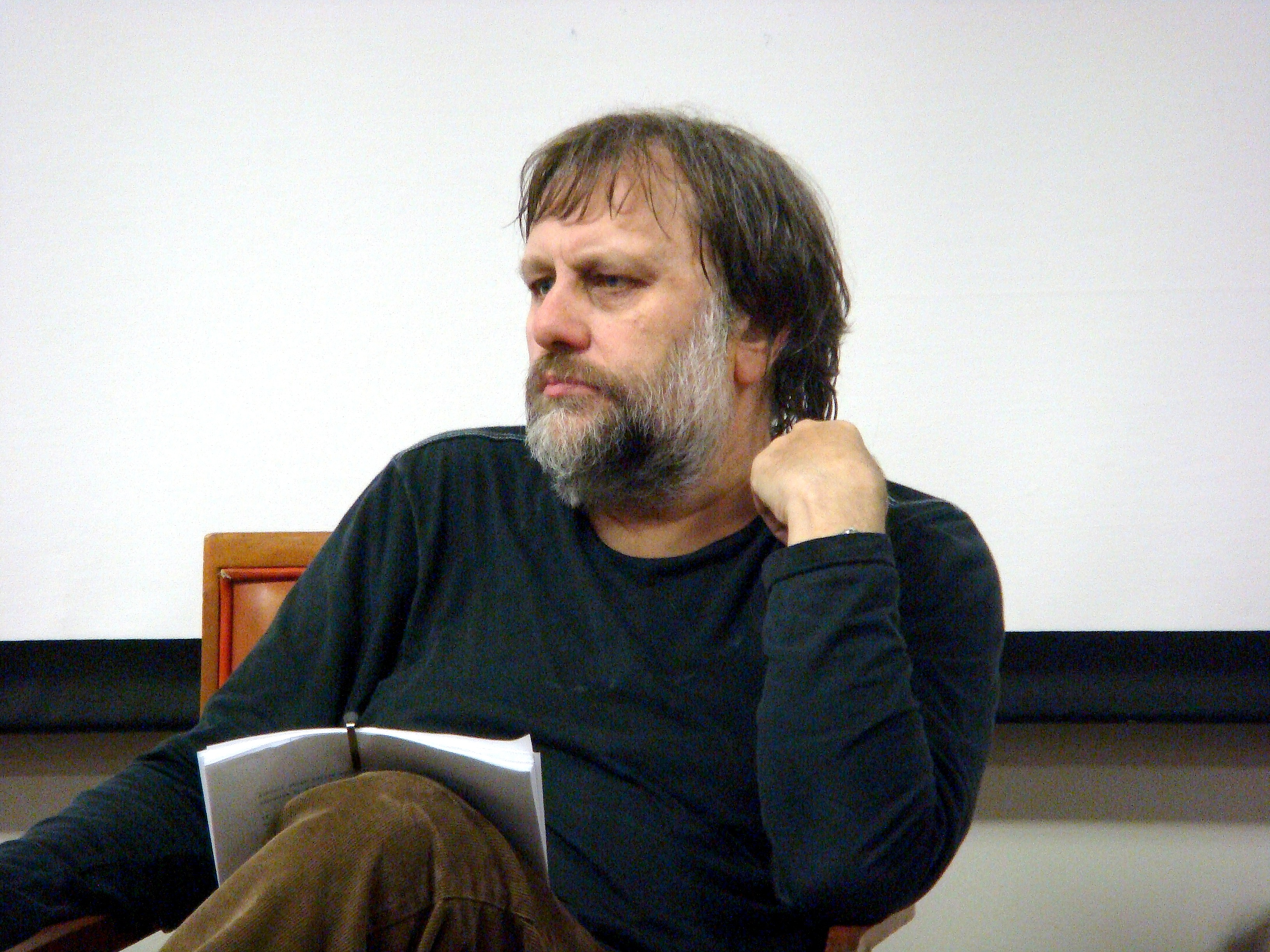
Slavoj Žižek

El filósofo y psicoanalista Slavoj Žižek, exponente de la tradición filosófica marxista reconsiderada en clave psicológica según el punto de vista de Jacques Lacan, discute temas como la tolerancia, la ética política, la globalización y los derechos humanos, llegando a considerar posible vivir una vida más satisfactoria y rica en emociones positivas a partir de nuevas categorías de pensamiento con las cuales interpretar las relaciones interpersonales y la vida social. La compartición puede ser una de estas categorías, favoreciendo la ruptura de los viejos modos de pensar y una proyección hacia el futuro capaz de tener en consideración a la dimensión colectiva y no solo a la individual.

La sola cosa verdaderamente sorprendente respecto al colapso financiero de 2008 es la facilidad con la cual ha sido aceptada la idea que su acontecimiento fuera una sorpresa impredecible que ha dejado de piedra a los mercados. Se piense a las manifestaciones que, durante todo el nuevo milenio, han acompañado regularmente las reuniones del FMI y del Banco Mundial: las protestas de los manifestantes no contenían sólo los habituales temas antiglobalización (la explotación creciente de los países del Tercer Mundo, etcétera), sino también el hecho de que los bancos estaban creando la ilusión del crecimiento jugando con el dinero ficticio, y que esto habría llevado a un crack. No eran sólo economistas como Paul Krugman y Joseph Stiglitz a poner en guardia contra los peligros inminentes y a aclarar que los que prometían un crecimiento continuo no comprendían realmente lo que estaba pasando delante de sus narices.
 
Slavoj Žižek, Dalla Tragedia alla farsa, p. 17.

El filósofo Andrea Braggio reconsidera el ecosocialismo de Willy Brandt en clave metafísica ponendo en evidencia la capacidad del hombre de manifestar su propio potencial creativo y llegar a la felicidad cooperando junto a los otros hombres para reconstruir cada sector de las actividades humanas. En la aceptación del principio de compartición reside la respuesta a la crisis política y económica que la humanidad está pasando y el primero paso para crear las condiciones sociales de un mundo más justo. El mundo es pronto para acoger nuevos modelos, más adecuados a las necesidades reales de la gente dondequiera, que se basan en la cohesión, en la unidad de las personas y en su interdependencia. Los problemas actuales del hombre son resolubles a condición de que este acepte el principio de compartición y localice en la autocomplacencia y en sus intereses individualistas y egoístas los obstáculos principales a superar: «En primer lugar tenemos que aprender a ser hombres. Y ser hombres significa reconocer el valor de la compartición y tomar las necesidades del propio hermano como medida para las propias acciones, sin jamás olvidar que los demás existen en nosotros, como nosotros existimos en los demás». Según Braggio, muy pronto seremos todos llamados a escoger entre dos modos diferentes de resolver los actuales problemas y de entender la vida económica y política: el egoísmo, la competencia y los ineficaces viejos métodos de los gobiernos de una parte y la compartición y la unidad, la cooperación y el servicio de la otra.

Más allá del problema de los derechos fundamentales del hombre, la crisis económica actual, cuya difusión es global, sería la demostración del fracaso del pensamiento neoliberal, además de un válido motivo para no proseguir según las lógicas de mercados a las cuales ha sido dejada demasiada libertad de acción y que han siempre explotado en modo gratuito los recursos del planeta, subestimando siempre los servicios de los ecosistemas que lo mantienen vivo.

Como por otros filósofos, los temas del don, de la solidariedad y de un estilo de vida sobrio, caracterizado por menos consumos materiales y más riqueza interior, juegan un papel clave en el pensamiento de Braggio, el cual crea las premisas para una filosofía de la compartición que revaloriza el hombre en cuanto ser espiritual, capaz de ir más allá del propio ego y de dar un sentido a su vida haciéndose cargo de los demás. Esa indagación trata el problema del ser felices en una sociedad dominada por la tendencia cada vez más marcada a considerar el hombre un simple consumidor, poco solidario hacia sus semejantes y muy replegado en sí mismo, engranaje de un sistema de mercado libre en el cual el cambio de bienes y servicios es guiado no por las necesidades sino por la ganancia. La felicidad y la serenidad son en cambio condiciones posibles en el momento en el cual el hombre satisface las necesidades básicas y, superando sus propios miedos y su egoísmo, se abre generosamente a los otros, desempeñando una forma particular de servicio gracias al cual da vida a relaciones pacíficas y constructivas y usa las propias capacidades para el bienestar colectivo. Lo que pues lo caracteriza es el hecho de que su deseo de felicidad incluye la felicidad de los demás. En la sociedad actual, en cambio, el individuo es empujado constantemente a pensar antes en sí mismo y a satisfacer una vasta gama de deseos inútiles. Él se encontraría aprisionado en un "mecanismo hedónico" (hedonic treadmill) en el cual la felicidad consistiría en obtener nivelos de consumos cada vez más elevados, en la ilusión que el excedente y el superfluo puedan realmente saciarlo.

La sociedad económica del crecimiento y del bienestar no realiza el objetivo proclamado de la modernidad, es decir la máxima felicidad posible para el máximo número de individuos. Una Ong británica, la New Economics Foundation, elabora desde varios años, sobre la base de investigaciones, un índice de la felicidad (happy placet index) que vuelca el orden clásico del PIB per cápita y también el del índice de desarrollo humano (IDH). Por el 2009 en el primer puesto en la clasificación establecida por la Ong hay Costa Rica, seguido por la Républica Dominicana, por Jamaica y por Guatemala. Los Estados Unidos están sólo en el 114° puesto. Esta paradoja se explica con el hecho de que la sociedad así llamada «desarrollada» se basa en la producción intensa de decadencia, es decir en una pérdida de valor y en un deterioro generalizado tanto de las mercancías, que la aceleración del «usar y tirar» transforma en basura, como de los hombres, eludidos y despedidos después del uso, de los presidentes y directivos a los desempleados, a los homeless y otras escorias humanas. La teología utilizaba un buen término para indicar la situación de quien no era estado tocado por la gracia: abandono. El italiano, más religioso, elige un término más laicizado de uso cotidiano y habla de «desgraciados». La economía del crecimiento tiene el abandono como motor y multiplica los «desgraciados». De hecho, en una sociedad del crecimiento los que no son vencedores o asesinos son todos más o menos unos fracasados. En última instancia, en la guerra de todos contra todos, hay un solo vencedor, luego un único challenger potencialmente feliz, aunque su situación, de necesidad precaria, lo condena a la tortura del ansia. Todos los otros son votados a los tormentos de la frustración, de los celos y de la envidia. Así como se empeña en el reciclaje de los residuos materiales, el decrecimiento tiene que interesarse también en la rehabilitación de los fracasados. Si el mejor residuo es el que no es producido, el mejor fracasado es el que la sociedad no genera. Una sociedad decente no produce excluidos.

Serge Latouche, Come si esce dalla società dei consumi, pp. 69-70.

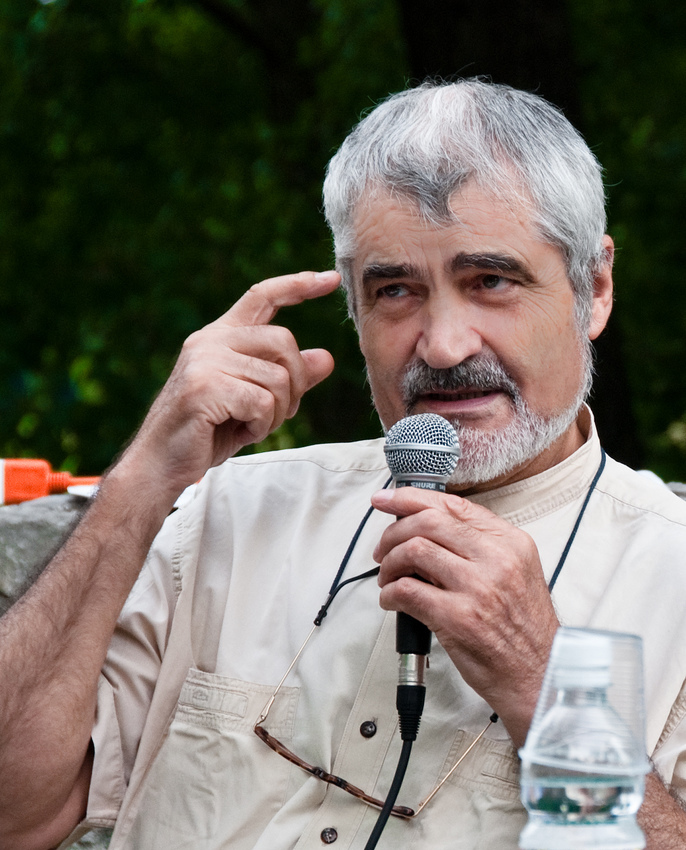
Serge Latouche

Favorablemente aceptadas por muchos pensadores, entre los cuales el filósofo y economista Serge Latouche, estas consideraciones basadas en la compartición estimulan una reconsideración del actual sistema económico en crisis. En primer lugar, destacan la importancia de sustituir los valores de la sociedad mercantil - competencia feroz, cada uno para sí, acumulación sin límites - y la mentalidad depredadora en las relaciones con la naturaleza, por los valores del altruismo, de la reprocidad, de la convivialidad y del respeto al medio ambiente.

Esta sustitución de valores a reivindicar, que deberían vencer a los valores (o, como sostiene Serge Latouche, a la falta de valores) hoy día dominantes, entran en la primera de las ocho «R» principales, las cuales indican los ocho cambios u objetivos teóricos interdependientes que se refuerzan recíprocamente y que juntos constituyen el círculo virtuoso que puede iniciar «un proceso de decrecimiento sereno, convivial y sostenible»: revaluar, reconceptualizar, reestructurar, redistribuir, relocalizar, reducir, reutilizar, reciclar.

Aunque se presente como una utopía, el proyecto político del decrecimiento intenta explorar las posibilidades objetivas de su realización. Éste «presume un proyecto fundado en un análisis realista de la situación, aunque este proyecto no es inmediatamente traducible en objetivos realizables. Lo que se busca es la coherencia teórica general. Si por comodidad de exposición se indican unas etapas, éstas no deben ser consideradas como una especie de agenda. El calendario viene después. Es así que deben ser entendidos el círculo de las ocho «R» y las perspectivas que se derivan».

El petróleo y los otros combustibles fósiles, las fuentes energéticas en las cuales se basa el actual estilo de vida en los países del Occidente, se están acabando, y las tecnologías alimentadas por éstos están volviendo obsoletas. Entretanto, los males que afligen al mundo globalizado - crisis económica, desempleo, pobreza, hambre y guerras - parecen agravarse en vez de resolverse. A empeorar las cosas, se perfila en el horizonte un cambio climático causado por las actividades industriales y comerciales de altas emisiones de gases invernadero, que muy pronto podría poner en peligro la vida del hombre en el planeta. Según Latouche, los hombres tienen que elegir lo más pronto posible si continuar por el camino que los ha llevado a un paso del precipicio, o intentar a embocar valientemente otro, que implica el cambio «de la fe en el dominio sobre la naturaleza a la busca de una inserción armoniosa en el mundo natural». Solo cuando los seres humanos empezarán a pensarse como una extensa familia global, que no incluye solo su especie sino también todos sus compañeros de viaje en el camino evolutivo de la Tierra, serán capaces de salvar su común biosfera y renovar el planeta para las futuras generaciones. 

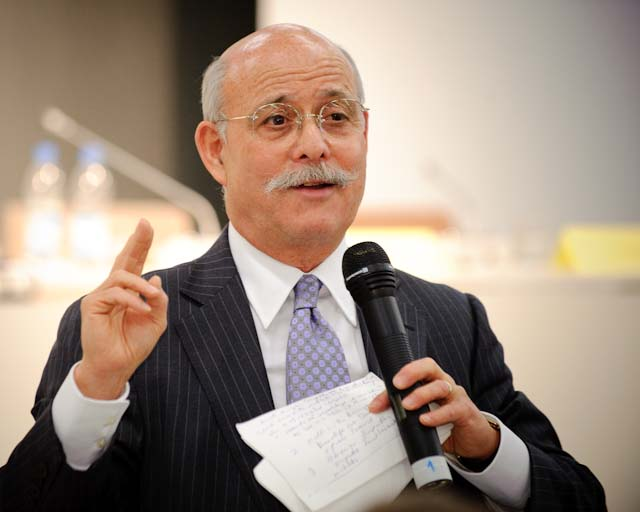
Jeremy Rifkin

También el economista Jeremy Rifkin concuerda en el hecho de que la explosión demográfica y económica de los países emergentes junta a la reducción de las energías fósiles llevará en breve a un dramático problema de sostenibilidad de la sociedad industrial. Después de treinta años de investigaciones y de actividad en el sector, Rifkin identifica en la Tercera revolución industrial la vía hacia un futuro más equitativo y sostenible, en el cual cientos de millones de personas en todo el mundo producirán energía verde en casa, en las oficinas y en las fábricas, y la compartirán con los otros, propio como ahora comparten informaciones por Internet. Este nuevo régimen energético, no más centralizado y jerárquico sino distribuido y colaborativo, tendrá que apoyarse en cinco pilares: la elección definitiva de la eficiencia energética y de las fuentes renovables; la transformación del patrimonio edilicio en instalaciones de microgeneración; la aplicación del hidrógeno y de otras tecnologías de almacenamiento de la energía en cada edificio; la unificación de las redes eléctricas de los cinco continentes en una inter-red para la compartición de la energía; la reconversión de los medios de transporte, públicos y privados, en vehículos híbridos y eléctricos y con celda a combustible para comprar y vender energía.

La Tercera revolución industrial representería la última fase de la grande saga industrial y la primera de una emergente era caracterizada por la compartición. Ésta no sería más que «el interregno entre dos períodos de la historia económica: el primero caracterizado por el comportamiento industrioso y el segundo por el comportamiento colaborativo». Si la era industrial ponía especial énfasis en los valores de la disciplina y del duro trabajo, en el flujo de la autoridad del alto al bajo, en la importancia del capital financiero, en el funcionamiento de los mercados y en las relaciones de propiedad privada, la era de la colaboración y de la compartición, radical viraje de la historia económica, según Rifkin no podrá menos que ser orientada a la interacción de igual a igual, al capital social, a la participación a dominios colectivos abiertos, al acceso a las redes globales.

El financiero Bernard Baruch afirmó en cierta ocasión que «cuando todo lo que tienes es un martillo, el mundo entero empieza a parecerse a un clavo». Hoy en día, podría decirse que «cuando todo lo que tenemos es un ordenador personal conectado a Internet, el mundo entero empieza a parecerse a una red de relaciones».

Lo importante es que la creciente conectividad de la especie humana está fomentando la conciencia personal de todas las relaciones que conforman un mundo complejo y diverso. Una joven generación comienza a ver el mundo no tanto como un almacén de objetos que deben expropiarse y poseerse, sino como un laberinto de relaciones a las que se puede ecceder.

Así pues, ¿cómo elegiremos utilizar nuestra recién hallada conciencia relacional? Es interesante constatar que, justo cuando empezamos a desarrollar un sentido relacional de la conciencia, empezamos a comprender la naturaleza relacional de las fuerzas que rigen la vida sobre el planeta.

Jeremy Rifkin, La civilización empática, p. 584.

La democratización de la energía se vuelve uno de los puntos fundamentales de la nueva visión social distribuida. El acceso a la energía se vuelve un derecho social inalienable en la era de la Tercera revolución industrial. El Novecientos vio la extensión de las garantías políticas y el ensanchamiento de las opurtunidades educativas y económicas a millones de personas en todo el mundo. En el XXI siglo también el acceso individual a la energía se vuelve un derecho social y humano. Según Rifkin, cada ser humano debe tener el derecho y la oportunidad de producir la propia energía localmente y de compartirla con otros en interredes locales, nacionales y continentales. Por una nueva generación que está creciendo en una sociedad menos jerárquica y más interconectada, la capacidad de compartir y producir la propia energía en una inter-red de libre acceso será considerada un derecho y una responsabilidad principal.

En muchas culturas indígenas del Norteamérica, la generosidad es un elemento central del comportamiento en el sistema económico y social. Un experimento informal examinó qué sucedía cuando unos niños provenientes de una comunidad blanca y de una comunidad lakota recibían dos chupetines cada uno. Todos los niños comían inmediatamente el primero; pero luego los niños blancos ponían el segundo en el bolsillo, mientras los chicos de la comunidad indígena ofrecían el suyo a quien no había recibido ninguno. No sorprende que la cultura pueda condicionar el modo en que los recursos son acumulados y distribuidos, estableciendo, por ejemplo, que el ahorro debía ser socialmente prioritario respecto a la compartición; pero el experimento nos recuerda también que el contrario del consumo no es la parsimonia, sino la generosidad.

Raj Patel, Il valore della cose e le illusioni del capitalismo, p. 33.

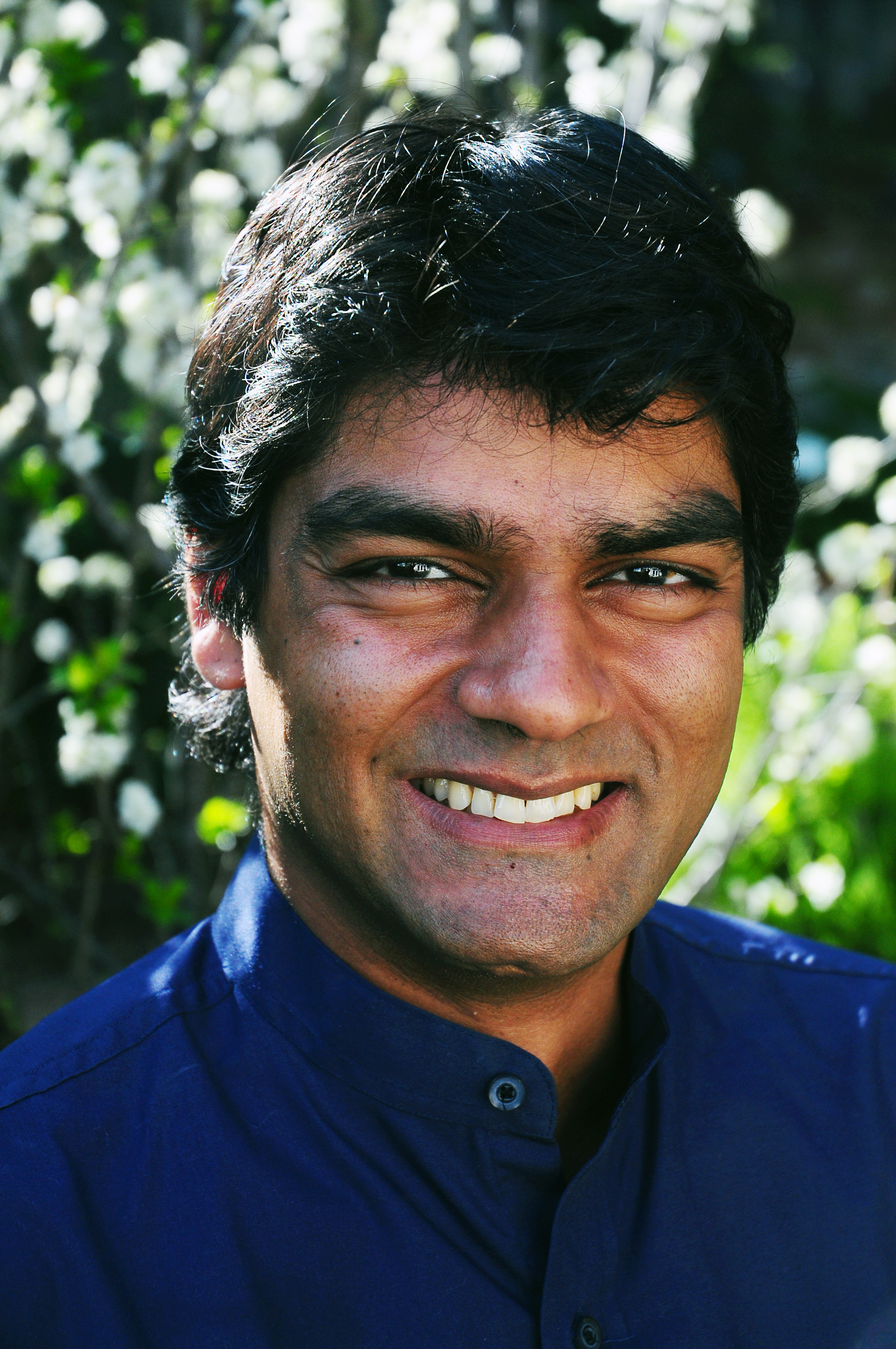
Raj Patel

En línea con el pensamiento de la periodista y escritora Naomi Klein, el economista, académico y activista Raj Patel examina en modo crítico los dogmas de la economía liberal y ve en la actual crisis financiera la natural lucha por los recursos, por la propiedad y por el poder político, que data de la privatización de los terrenos comunales en los primeros decenios de la Revolución industrial inglesa. A pesar de la opinión difundida sea que antes o después la economía mundial volverá a la normalidad, la realidad es que la crisis financiera es la normalidad de un sistema que no puede funcionar así como está estructurado. Según el estudioso de la crisis alimentaria mundial, en cambio es necesario contar con verdaderas alternativas prácticas a la propiedad privada y al capitalismo, capaces de reconsiderar el valor real de la compartición, en una fase de distorsión sistemática de los precios de los bienes y de incapacidad del mercado de evaluar justamente el valor del trabajo.
Se han ocupado de compartición también los que han creado las premisas para un discurso de ecología espiritual (spiritual ecology). En la superación de la difundida mentalidad consumista, la compartición es considerada, por el pensamiento ambientalista, como una modalidad práctica de vida que consiste en preocuparse de la suerte de la naturaleza defendiéndola. La académica, escritora y practicante budista Stephanie Kaza reflexiona sobre la posibilidad de adoptar una línea de conducta que tenga en cuenta de una visión del mundo basada en la comprensión del origen interdependiente de todos los acontecimientos y, como consecuencia de esto, la práctica de una vida no violenta y más atenta a las necesidades del hombre, y sobre todo del ambiente que lo acoge. La naturaleza y sus huéspedes se vuelven de esta mañera el lugar privilegiado de la compartición de los valores éticos portadores de armonía. Compartir significa tomar parte juntos a otros en la vida de un mismo ambiente natural y vivir juntos a otros los mismos valores de sabiduría y de compasión, propios de la tradición budista. Según Kaza, es necesario individuar con mayor atención el impacto que la vida de cada uno tiene sobre el medio ambiente tan como empeñarse en iniciativas prácticas en defensa de la naturaleza, no como obligación civil abstracta sino haciendo del vivir verde un camino personal basado en un auténtico sentido ético.